# الیکایی جگن
الیکایی جگن (نام علمی: Cistothorus stellaris) نام یک گونه از سرده سینه‌چنبری‌ها است.